# Zosinek (kolonia)
Zosinek – kolonia w Polsce, w województwie łódzkim, w powiecie kutnowskim, w gminie Krośniewice. Wchodzi w skład sołectwa Morawce.
Do 2023 miejscowość była częścią wsi Morawce.
W latach 1975–1998 Zosinek administracyjnie należał do województwa płockiego.